# Philippe Depreux
Pour les articles homonymes, voir Depreux.
Philippe Depreux, né en 1967, est un historien français, spécialiste du haut Moyen Âge.

## Biographie
Il obtient son doctorat de lettres à Paris-IV en 1994. Il commence sa carrière en tant que maître de conférences à l'Université de Tours, en 1998. entre 2003 et 2006, il est chargé d'étude à la MHFA (Mission Historique Française en Allemagne. Il obtient l'habilitation à diriger des recherches à l'université Paris I en 2005, est professeur de 2006 à 2013 à l'Université de Limoges, et dirige en même temps l'Institut de recherche des Sciences de l'homme et de la société dans cette même université. Depuis 2013, il est professeur à  l'Université de Hambourg.

## Thèmes de recherche
Ses thèmes de prédilection sont la religion, la culture et la société, ainsi que l'histoire de la noblesse, essentiellement au haut Moyen Âge, et plus particulièrement à l'époque carolingienne. Il milite en outre pour une étude plus approfondie de la Renaissance carolingienne.

## Publications
- L'Entourage et le gouvernement de Louis le Pieux, Paris, 1994 (thèse de doctorat).
- Prosopographie de l'entourage de Louis le Pieux (781-840), Sigmaringen (Thorbecke) 1997. [lire en ligne]
- Charlemagne et les Carolingiens, Tallandier, Paris, 2002.
- Les Sociétés occidentales du milieu du VIe à la fin du IXe siècle, Presses Universitaires de Rennes, Rennes, 2002.
- avec B. Judic, Alcuin, de York à Tours. Ecriture, pouvoir et réseaux dans l’Europe du haut Moyen Âge, Presses Universitaires de Rennes, Rennes, 2004.
- Le sceptre, la baguette et le fétu. Études sur l’histoire sociale, institutionnelle et culturelle du Moyen Âge occidental (VIe-XIIe s.), Paris, 2005 (HDR).